# R.E.X. Records
R.E.X. Records est un label indépendant d'enregistrement fondé par Doug Mann et Gavin Morkel, qui produits principalement du metal chrétien (Living Sacrifice, Whitecross, Believer, Paramaecium, etc.).